# Humberto (basquetebolista)
Humberto Luiz Gomes da Silva (São Paulo, 2 de julho de 1995) é um jogador brasileiro de basquetebol. Atualmente defende o Vasco da Gama.

## Início
Começou no basquete aos dez anos, acompanhando os treinos de seu irmão. Foi chamado para um teste no Banespa quando um representando do clube o viu jogando, Humberto passou no teste e ficou por um ano no clube. Passou pelo São Paulo, onde treinou entre 2008 e 2010, e pelo Círculo Militar, até chegar ao Pinheiros em 2011.

## Carreira profissional

### Pinheiros (2013–2016)
Em sua primeira temporada da equipe profissional do Pinheiros, teve média de 10 minutos por jogo no NBB. Destacou-se na disputa da FIBA Liga das Américas 2014, em que o Pinheiros foi vice-campeão. Jogando pela equipe sub-22 na Liga de Desenvolvimento, foi ao Final Four do torneio, perdendo para o Minas nas semifinais. Na temporada seguinte, Humberto teve menos minutos no NBB, participando mais ativamente da edição 2014 da Liga de Desenvolvimento, onde chegou mais uma vez no Final Four, caindo novamente nas semifinais.
Em 2015, foi finalmente campeão da Liga de Desenvolvimento, vencendo o Minas na decisão. Ganhou mais tempo em quadra na equipe principal, com média superior a 18 minutos por jogo na temporada regular. Nos playoffs, tornou-se peça fundamental do time, que caiu nas quartas-de-final. Foi um dos indicados ao prêmio de Melhor Sexto Homem do NBB 2015–16.

### Flamengo (2016–presente)
Em julho de 2016, Humberto se mudou para o Flamengo, assinando contrato de um ano.

## Estatísticas

### Temporada regular do NBB
| Ano      | Time      | JD | MPJ  | FG%  | 3P%  | LL%  | REB | AST | REC | TOC | PPJ |
| -------- | --------- | -- | ---- | ---- | ---- | ---- | --- | --- | --- | --- | --- |
| 2013–14  | Pinheiros | 26 | 10.0 | .322 | .179 | .722 | 1.7 | .6  | .3  | .0  | 2.2 |
| 2014–15  | Pinheiros | 19 | 5.7  | .267 | .176 | .500 | .8  | .3  | .1  | .1  | 1.1 |
| 2015–16  | Pinheiros | 28 | 18.3 | .380 | .293 | .763 | 2.5 | 1.7 | 1.0 | .2  | 7.0 |
| Carreira | Carreira  | 73 | 12.1 | .354 | .250 | .741 | 1.8 | 1.0 | .5  | .1  | 3.8 |

### Playoffs do NBB
| Ano      | Time      | JD | MPJ  | FG%  | 3P%  | LL%  | REB | AST | REC | TOC | PPJ  |
| -------- | --------- | -- | ---- | ---- | ---- | ---- | --- | --- | --- | --- | ---- |
| 2014     | Pinheiros | 1  | 4.8  | .000 | .000 | .000 | .0  | .0  | .0  | .0  | .0   |
| 2015     | Pinheiros | 4  | 10.0 | .250 | .500 | .750 | 1.3 | 1.0 | .0  | .3  | 1.5  |
| 2016     | Pinheiros | 9  | 29.3 | .413 | .396 | .680 | 4.2 | 2.8 | .9  | .3  | 12.4 |
| Carreira | Carreira  | 14 | 22.1 | .402 | .392 | .645 | 3.1 | 2.1 | .6  | .3  | 8.4  |

## Títulos
Flamengo
- Campeonato Carioca: 1 título (2016)